# Île de Barrow (Australie-Occidentale)
Pour les articles homonymes, voir Barrow island et Barrow.
L'île de Barrow (en anglais : Barrow island) est située à 50 km des côtes australiennes en Australie-Occidentale. Elle mesure 202 km² et bénéficie d'un climat tropical.
Elle a reçu son nom en 1816 de Philip Parker King qui lui a donné le nom de Sir John Barrow, ancien secrétaire de l'amirauté britannique et fondateur de la Royal Geographical Society.

## Histoire
L'île est connue des explorateurs européens depuis le début du XVIIe siècle. Il ne semble pas qu'elle ait été habitée par les aborigènes et n'était pas habitée jusqu'à la fin des années 2000.
Du pétrole a été découvert sur l'île en 1964 par la "West Australian Petroleum Pty Ltd (WAPET)" et à l'heure actuelle 430 puits sont en exploitation faisant de l'île le principal gisement de pétrole australien. Le pétrole est envoyé vers les tankers par un oléoduc sous-marin de dix km de long. La société a dû construire un village de 200 habitants pour ses ouvriers sur l'île. Des projets de développement pour l'exploitation du gaz sont en cours en décembre 2006 entre le gouvernement d'Australie occidentale et les sociétés Chevron, ExxonMobil et Shell. 
L’Organisation météorologique mondiale (OMM) a homologué début 2010 la donnée prise par une station météorologique sur l'île lors du passage du cyclone Olivia comme le record du vent le plus violent jamais observé sur Terre et non reliés aux tornades. Il s'agissait de rafales de 408 km/h notées le 10 avril 1996. Le précédent record de 372 km/h observé scientifiquement datait d'avril 1934 au sommet du Mont Washington (New Hampshire) aux États-Unis.

## Flore et faune

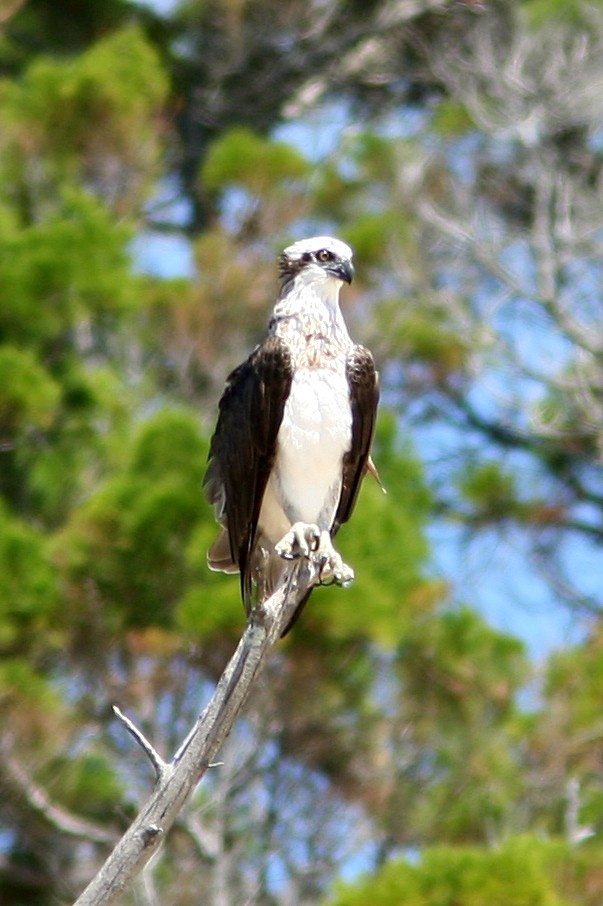
balbuzard australien

L'île n'a pas connu de présence d'animaux exotiques et est un bon échantillon de la faune et flore australienne.
L'île est une vaste plaine avec des prairies de spinifex surplombées par des termitières. On y trouve deux espèces de tortues, des bettongs, le varan Perenti, le wallaroo commun, le lièvre-wallaby rayé, le bandicoot doré, des tortues vertes, des dugongs et des balbuzards.

## Transports
L'île de Barrow possède un aéroport (code AITA : BWB).